# David Jakobvasjvili
David Mikaelovitj Jakobasjvili (ryska: Давид Михайлович Якобашвили), född 3 februari 1957 i Tbilisi i Georgiska socialistiska sovjetrepubliken i Sovjetunionen, är en rysk företagare.
David Jakobasjvili utbildade sig till byggnadsingenjör på Tekniska högskolan i Georgia, i Tbilisi. 
Han blev i slutet av 1980-talet kompanjon till Gavril Yushvaev. Tillsammans ägde de kasinon och nattklubbar i Moskva. De var också 1992 medgrundare till det ryska mejeri- och juiceföretaget Wimm-Bill-Dann, som noterades på New York-börsen 2002, och i vilket han till 2010 hade en ägarandel på 10,5 procent. Tillsammans med sin partner Gavril Yushvaev och andra aktieägare sålde han 2010 företaget till PepsiCo, varav Jakobasjvilis andel var 600 miljoner US dollar. En del av dessa medel investerades i det georgiskbaserde Petrocas Energy Holding med 135 bensinstationer i Georgien, Armenien, Azerbajdzjan och Kazakstan samt två oljeterminaler i Poti och Batumi i Georgien.
David Jakobasjvili bedömdes vara en av världens dollarmiljardärer av Forbes 2014. Han är också känd som  storsamlare av självspelande musikinstrument.